# サムニウム
サムニウム（羅：Samnium）とは、古代ローマ時代においてイタリア半島のアペニン山脈南部の地域を指す。この地に居住する部族はサムニウム人（英：Samnites）と呼ばれていた。ラテン民族を統合したローマが南方へと進出してきた際にローマ人の敵として長らく対立、サムニウム戦争と呼ばれる戦争を通じてローマと戦うが、敗北しローマ人と同化した。

## 概要
サムニウム人はオスク・ウンブリア語群に属し、紀元前600年頃から紀元前290年頃まで勢力を保持した。彼らの居住した範囲は、北はラティウム地方と接し、南はルカニア地方、西はカンパニア地方、東にはアプリア地方と面している険しい山岳地を中心とする地域であった。
彼らは多数の部族から構成され、その細かな部族の緩やかな連携を基とした連合組織を政体としていた。ほとんどの時代を、彼らは領土拡張の意思を持たない山岳部族として過ごしたが、ほんの短期間においてイタリアの東西の沿岸にまでまたがる地域を支配した時期もあった。ローマのような突出した権力体制を持たなかったが、中心的な都市としてローマの記録に残っているものに、ボワイアモム、マルウェントゥムの名が記されている。
しばしば王政ローマ、共和政ローマと争い、その中でも最大のものはサムニウム戦争と呼ばれ、長期間にわたってローマと抗争、「カウディウムの屈辱」に代表されるようにしばしばローマ側が劣勢に立たされ降伏することもあった。しかしながらローマとの和睦が成立した後では、同盟市戦争のような例外はあったものの、ローマとの融合が進み、古代ローマ人として同化していった。
剣闘士には「サムニウム闘士（Samnis）」と呼ばれるサムニウム人の武装を模した鎧を身につける者がいた。

## サムニウム人の部族
サムニウム人は主に4つの部族に分かれる。
- ペントリ族
- カラケニ族
- カウディニ族
- ヒルピニ族

なお上記の4部族に加えて、のちにもともとサムニウム人と親密であったフレンタニ族もサムニウム人の連合の中に入っていたとする説もある。
しかしながら、この部族を明確に分ける境界線は甚だ曖昧で、また著述される歴史記述もサムニウム人がローマ人と同化して久しい後世帝政ローマ時代のものがほとんどで、以上の4つの部族がサムニウム人としてひとくくりに解釈される例、あるいはサムニウム人とは別の部族であるとの記載される例もしばしば見られる。またこの部族内に属する集団がどの範囲までに及んでいたかの定義も曖昧で、明確には分からないことも多い。